# جواو ريكاردو (لاعب كرة قدم أنغولي)
جواو ريكاردو (بالبرتغالية: João Ricardo Pereira Batalha Santos Ferreira‏) (مواليد 7 يناير 1970) هو لاعب كرة قدم. يلعب مع منتخب أنغولا لكرة القدم. سبق له أن لعب في كأس العالم لكرة القدم مع منتخب بلاده.

## روابط خارجية
- خواو ريكاردو على موقع الاتحاد الدولي (مؤرشف)  (الإنجليزية)
- خواو ريكاردو على موقع قاعدة بيانات كرة القدم.إي يو (الإنجليزية)
- خواو ريكاردو على موقع ليكيب (الفرنسية)
- خواو ريكاردو على موقع ناشيونال فوتبول تيمز (الإنجليزية)
- خواو ريكاردو على موقع Soccerway.com (الإنجليزية)
- خواو ريكاردو على موقع عالم كرة القدم.نت (الإنجليزية)